# チトー公園

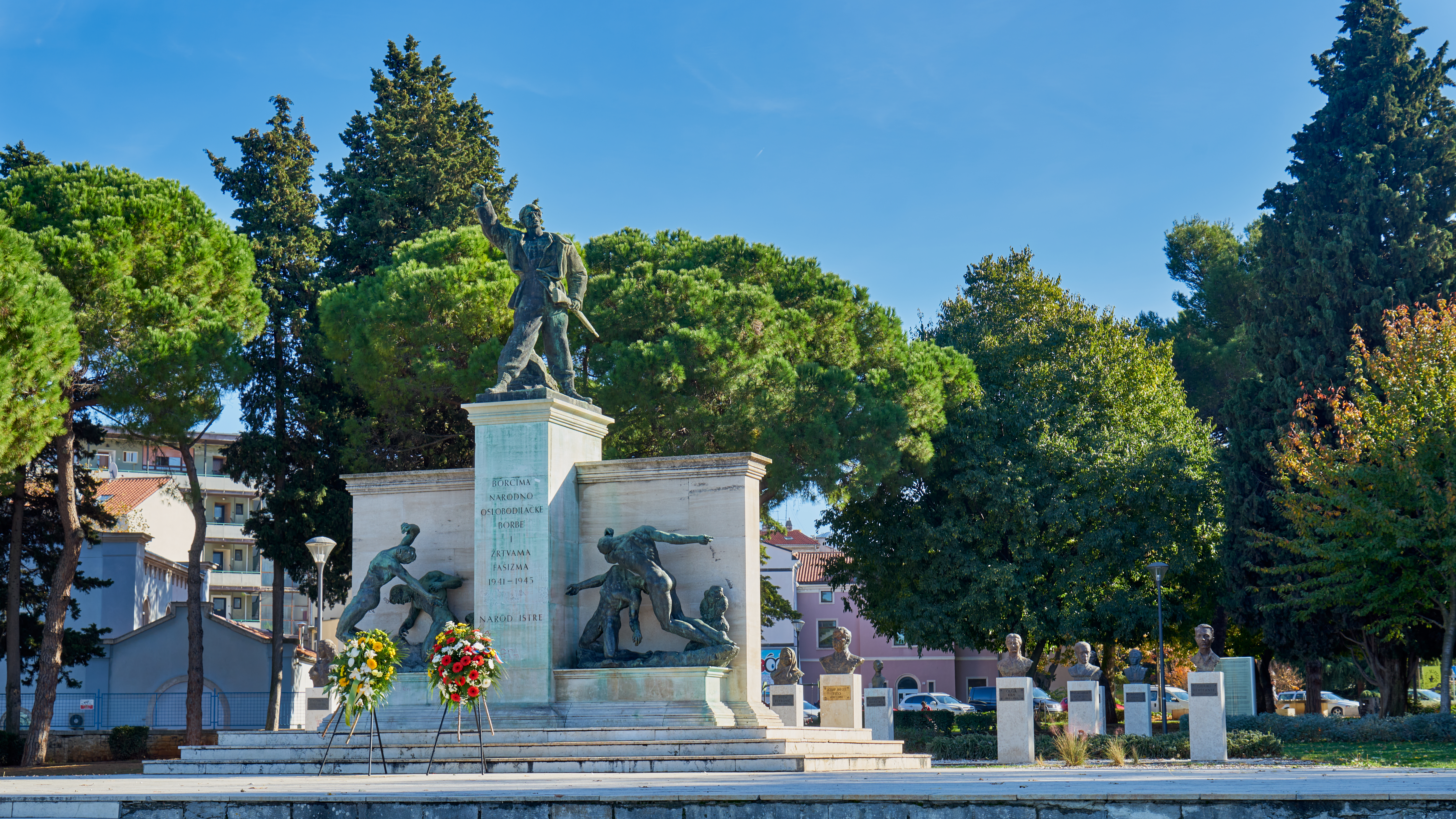
「ビルフランシュ・ド・ルーエルグでのクロアチア人の反乱」の彫刻と後ろのユーゴスラビアの国民的英雄の胸像

チトー公園（Titov park）は、クロアチアのプーラにある都市公園である。1940年頃に建設が開始され、1953年に完成した。公園の名前はユーゴスラビアの政治家「ヨシップ・ブロズ・チトー」にちなんで名付けられた。チトー公園には、「ビルフランシュ・ド・ルーエルグでのクロアチア人の反乱」という彫刻がある。1952年にクロアチア人の彫刻家「ヴァニャ・ラダウシュ」により彫刻された。その反面に銅で作られたプーラの模型が建てられている。2013年6月22日（反ファシスト闘争の日）に公園は新装という理由で、ユーゴスラビアの国民的英雄の胸像で再開された。「ユリツァ・カルツ」、「オルガ・バン」、「ヴラディミル・ゴルタン」、「ルジャ・ペトロヴィッチ」、「ヨシップ・ブロズ・チトー」などの胸像がある。植物と言えば、松の木やキョウチクトウなどが生えている他、桜の木も生えている。年中、公園内で人たちが集合する傾向にあり、特に夏の夜に頻繁である。